# Sönke-Nissen-Koog

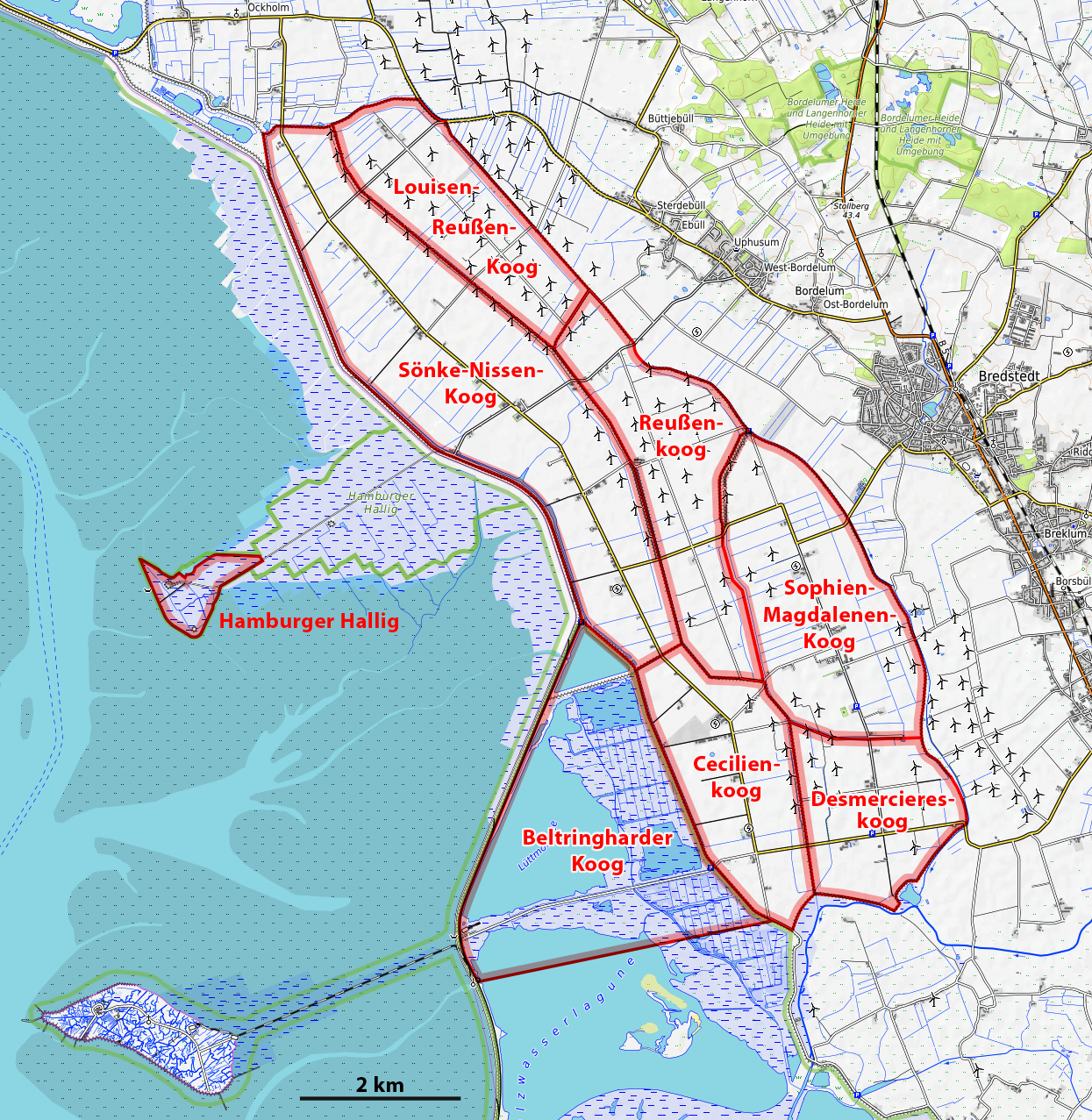
Karte der Köge der Gemeinde Reußenköge

Der Sönke-Nissen-Koog ist ein Koog in der Gemeinde Reußenköge im Kreis Nordfriesland in Schleswig-Holstein. Er ist etwa 1.200 ha groß und der jüngste der bewohnten Köge im Gemeindegebiet. Er wurde zwischen den Jahren 1924 und 1926 auf private Initiative lokaler Landwirte durch die dafür gegründete Deichbaugenossenschaft eingedeicht. Der Koog ist nach dem nordfriesischen Eisenbahningenieur Sönke Nissen benannt, der in der Kolonie Deutsch-Südwestafrika – heute Namibia – tätig gewesen war und der als Mitglied der Genossenschaft den Deichbau finanziell unterstützt hat. Über den Sönke-Nissen-Koog verläuft die Landesstraße 11 von Altendeich nach Bredstedt zur Bundesstraße 5.

## Topographie
Der Sönke-Nissen-Koog befindet sich inmitten der nordfriesischen Marsch in der Region Mittleres Nordfriesland. Er bildet das nordwestliche Ende der Gemeinde Reußenköge und ist dem Louisenkoog und Reußenkoog westlich vorgelagert. Der Koog ist dünn besiedelt. Die benachbarten Köge sind:
|                     | Ockholmer Koog                              | Louisenkoog |
|                     | Kompassrose, die auf Nachbargemeinden zeigt |             |
| Beltringharder Koog | Cecilienkoog                                | Reußenkoog  |

Aufgrund seines Alters zählt er zu den Jungmarschen. Die Siedlungsstruktur entspricht in weiten Teilen der einer Streusiedlung aus Einzelgehöften, die teilweise um sogenannte Abnahmehäuser für Altenteiler ergänzt wurden.

## Geschichte

### Vor der Besiedlung
Nach der Eindeichung des Cecilienkoogs verblieb nördlich von ihm eine längliche Bucht in Größe von mehr als 1.000 ha offen. Aufgrund des Damms zur Hamburger Hallig wurde dieses Gebiet sehr schnell aufgeschlickt und dadurch in kurzer Zeit deichreif. Bereits vor dem Ersten Weltkrieg wurde von Staatsseite her überlegt, dieses Gebiet einzudeichen. Aufgrund des Krieges wurde der Plan allerdings wieder fallen gelassen.
Nach Kriegsende kamen Landwirte aus den benachbarten Kögen zusammen und entschlossen sich dazu, einen erneuten Versuch zu unternehmen. Unter Führung des örtlichen Koogsvorstehers aus dem Cecilienkoog wurde Kontakt zu verschiedenen Banken zwecks Finanzierung dieses Projektes aufgenommen. Trotz der Unterstützung durch den damaligen Husumer Landrat blieb dieser Versuch ohne Erfolg. Erst durch den Kontakt zu Sönke Nissen, einem in Deutsch-Südwestafrika durch Diamantenfunde vermögend gewordenen Industriellen aus dem nordfriesischen Klockries, ließ sich das Projekt doch noch verwirklichen.

### Eindeichung
Im Herbst des Jahres 1923 kam die Gründungsversammlung der zukünftigen Deichbaugenossenschaft zusammen. Im Vorwege war bereits ein Kaufvertrag zwischen dem Fiskus und dem Koogsvorsteher über die Übertragung der Deichbaurechte abgeschlossen worden, in die nach Gründung die Deichbaugenossenschaft eintrat.
Durch öffentliche Ausschreibung wurde für die Bauarbeiten eine Betriebsgemeinschaft aus den Firmen Hackbarth, Berlin, und Gebrüder Niematz, Neumünster, ausgewählt. Im April 1924 begannen die Deichbauarbeiten. Sie sollten bis zum Jahr 1926 dauern. Die größten Schwierigkeiten ergaben sich aus der Inflation in den 1920er Jahren. So verdreifachten sich die Lohnkosten für die mit dem Bau beschäftigten Unternehmen bis zum Bauende im Jahr 1926. Ebenfalls verteuerten sich in dieser Zeit auch das Baumaterial und die Betriebsmittel, so dass die Genossenschaft immer wieder Vorschüsse auf die vereinbarten regelmäßigen Abschlagszahlungen leisten musste. Zudem wurde die gesamte Baustelle anfangs auch von einem schlechten Arbeitsklima überschattet. Von den genannten Problemen blieb das extern vergebene Projekt des Schleusenbaus unbeeinträchtigt. Dieses wurde im Dezember 1924 schlüsselfertig übergeben.
Die Probleme mit den für den Deichbau beauftragten Firmen führten im Winter 1924/1925 zu einem ersten Schiedsgerichtsprozess, sowie einer Neuausschreibung des Gewerks, bei der die Firma Polensky/Dr. Rathjens aus Naumburg (Saale) den Zuschlag erhielt.  Bereits im Januar begann man mit dem Antransport der Maschinen.  Die Deichbauarbeiten wurden nunmehr auf drei Baustellen (Nord, Mitte, Süd) fortgesetzt. Die Beschäftigtenzahl lag bei bis zu 1.000 Arbeitern, so dass die Arbeiten in diesem Jahr zügig vorankamen. Am Ende des Jahres war der Deich auf ganzer Länge errichtet, wies aber noch nicht die erforderlich Kronenhöhe von +6,80 m NN auf. Dies wurde im Jahr 1926 nachgeholt.

### Entwässerung und Besiedlung
Bereits während des Deichbaus wurden Teile des zukünftigen Entwässerungssystems errichtet. Für den Deichbau wurde Kleierde benötigt, welche entlang dem neuen Außendeich auf dessen Innenseite entnommen wurde. Der so entstandene Graben dient seit der Eindeichung als Vorfluter für das abfließende Regenwasser. Der größte Zufluss war und ist der Bordelumer Priel. In der Nähe des Zusammenflusses bestand bis zum Bau des Beltringharder Koogs das Sönke-Nissen-Koog-Siel, welches direkt in die Nordsee entwässerte. Seit 1987 wird das Drainagewasser weiter südlich durch denselben Vorfluter über die Sönke-Nissen-Koog-Schleuse im Nordteil des Beltringharder Koogs abgeführt.
Auch vorbereitende Arbeiten zur Besiedlung des neuen Kooges erfolgten zu ungewöhnlich früher Zeit. So kam es bereits im Jahr 1925 zu ersten Infrastrukturarbeiten. Hierzu zählten u. a. der Rohausbau des Wegenetzes. Weiterhin kam es in jenem Jahr bereits zu vorbereitenden Aufgaben für das Siedlungsverfahren.
Die Besiedlung erfolgte, bis heute erkennbar, entlang der grob von Nord nach Süd verlaufenden Hauptachse. Entlang dieser Linie wurden drei Sektoren gebildet, deren Ländereien für bestimmte Personengruppen aus der Genossenschaft bestimmt waren. Der südliche Koogsabschnitt bis zum Bordelumer Priel war vorrangig für die Interessenten aus den südlich gelegenen Nachbarkögen bestimmt. Der mittlere Sektor war für den Sönke-Nissen-Nachlass reserviert. Dieser Abschnitt ging bis zum im Norden des Kooges abzweigenden Langenhorner Weg. Nördlich davon sollten sich die Interessenten aus den nördlichen Nachbargemeinden ansiedeln.
Bereits zu Gründungsbeginn der Genossenschaft war klar, dass die Siedler auch eine Hofstelle im Koog errichten sollten. Durch die Aufnahme von staatlichen Siedlungskrediten wurden die Landwirte in ein sogenanntes Rentengutsverfahren gezogen. Aus diesem Grund musste unmittelbar nach der Fertigstellung des Kooges mit der Errichtung der Einzelsiedlungen, unabhängig von der Wirtschaftskraft der Siedler, begonnen werden. Zudem mussten diese Einzelsiedlungen eine Größe von überlebensfähigen Betriebseinheiten aufweisen. Darüber hinaus sah der Gründungsvertrag der Genossenschaft für die Höfe u. a. eine bodenständig, regional angepasste, aber trotzdem zur Schonung der finanziellen Ressourcen günstige Bauweise vor.

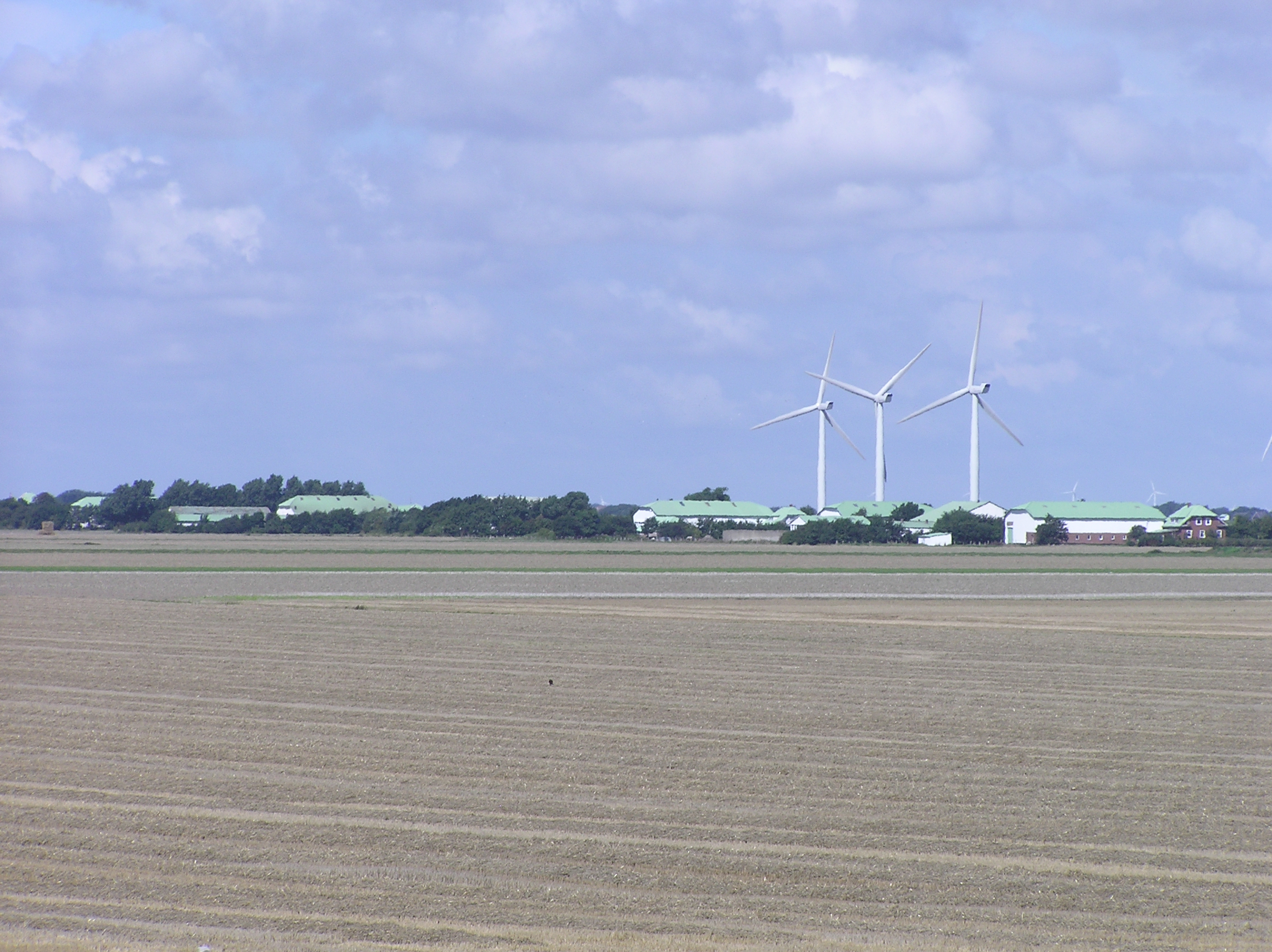
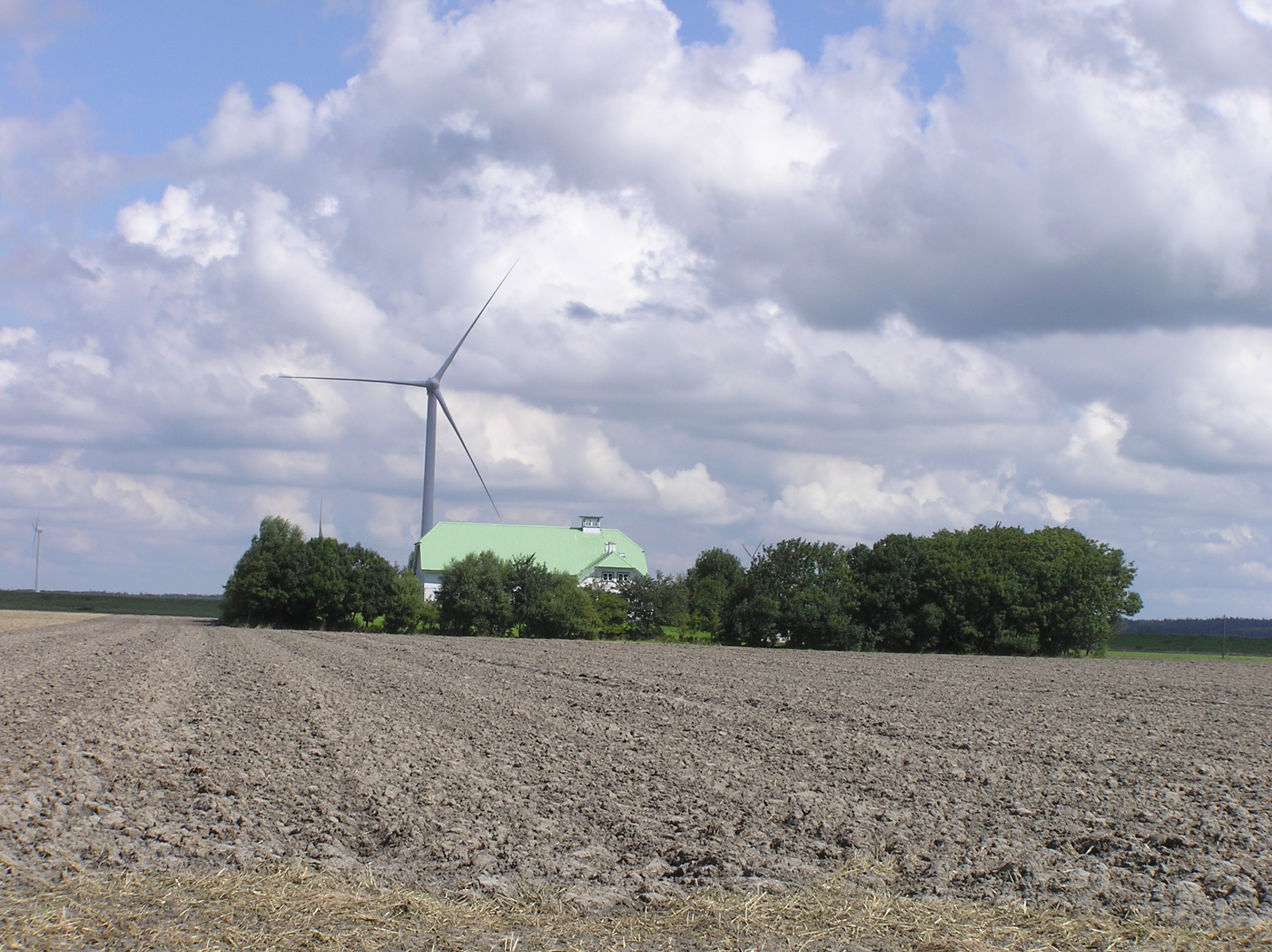
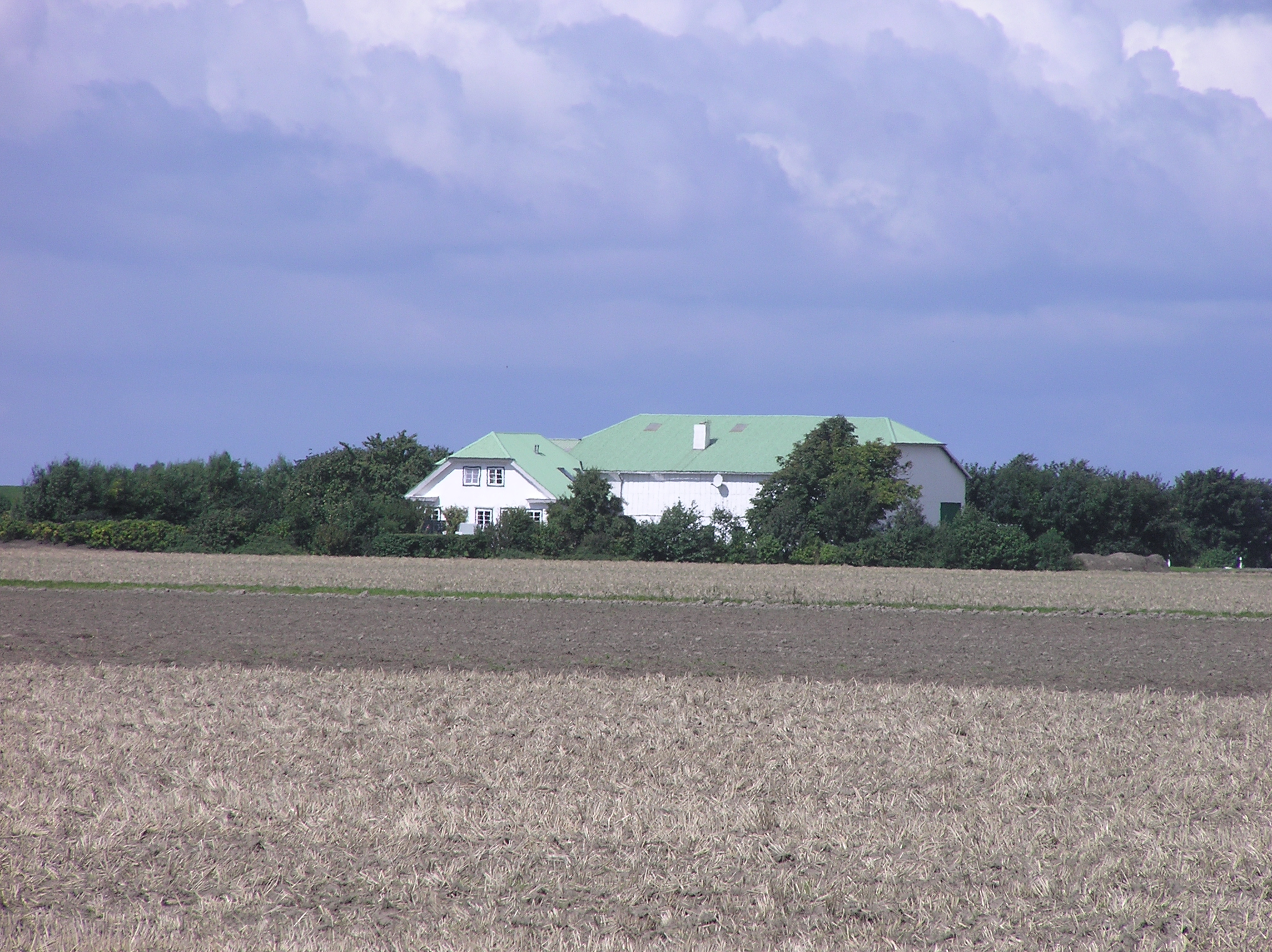
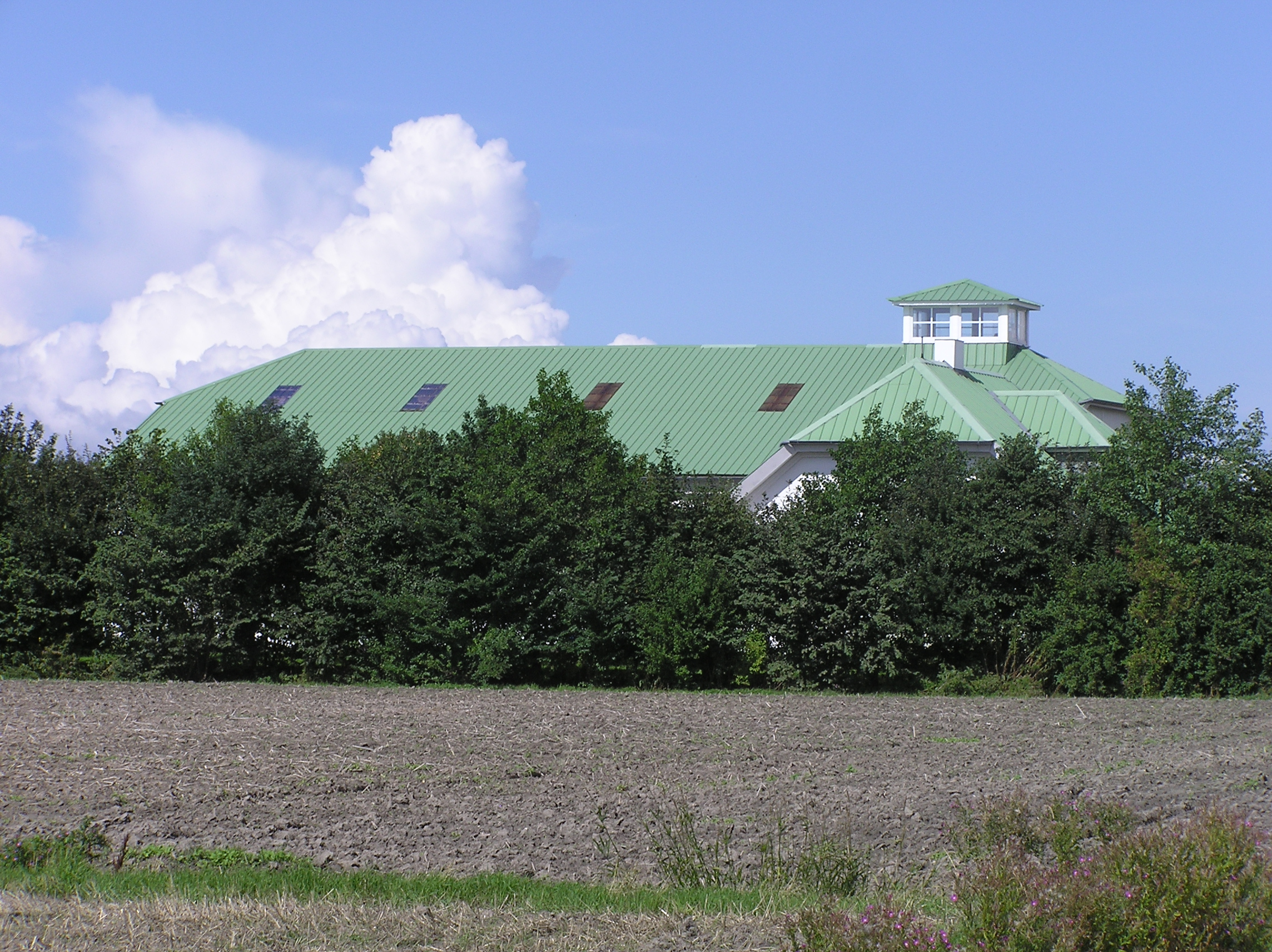

Diese Bauweise, wie sie schließlich vom Kieler Architekten Heinrich Stav verfolgt wurde, führte zu einem einheitlichen Baustil mit unterschiedlichen Gebäude- und Hofgrößen. Sie sind heute noch bei einer Fahrt durch den Koog erkennbar.
Die 28 Höfe im Koog weisen bis heute größtenteils weiße Außenwände sowie grüne Dächer auf. Die Wirtschaftsgebäude sind Holzträgerbauwerke, die mit Wellblech verkleidet wurden. 2005 wurden 24 Gebäude unter Denkmalschutz gestellt. Auch später errichtete Bauten wurden zum großen Teil in ähnlicher Bauweise errichtet und bilden damit für Architekturinteressierte eine Sehenswürdigkeit.

## Nutzung

### Landwirtschaft
Der Sönke-Nissen-Koog wird schwerpunktmäßig landwirtschaftlich genutzt. Trugen in den Anfangsjahren noch einzelne Viehwirtschaftsbetriebe eine prägende Rolle, so ist im Laufe der Nachkriegszeit mit der zunehmenden Mechanisierung der Landwirtschaft der Schwerpunkt auf den Getreideackerbau übergegangen. Für einige landwirtschaftliche Betriebe bildet die Vermietung von Ferienwohnungen ein weiteres betriebliches Standbein.

### Siedlungsfunktion
Die Siedlungsfunktion des Kooges ist stark eingeschränkt. Da es sich beim Sönke-Nissen-Koog als Teil der Gemeinde Reußenköge baurechtlich um einen Außenbereich handelt, somit nur privilegierte Vorhaben errichtet werden dürfen, ist ein gezielter siedlungstechnischer Ausbau nicht möglich. Die Bautätigkeiten beschränkten sich insofern weitestgehend auf die Errichtung landwirtschaftlicher Gebäude (einschließlich Abnahmehäuser für Altenteiler) und von privilegierten Windparks.

### Naturschutz/Regionalentwicklung
Der Naturschutz im Koog selber spielt eine untergeordnete Rolle. Lediglich das Deichvorland entlang des Damms zur Hamburger Hallig (einschließlich der Hallig selbst) ist Teil des Nationalpark Schleswig-Holsteinisches Wattenmeer.

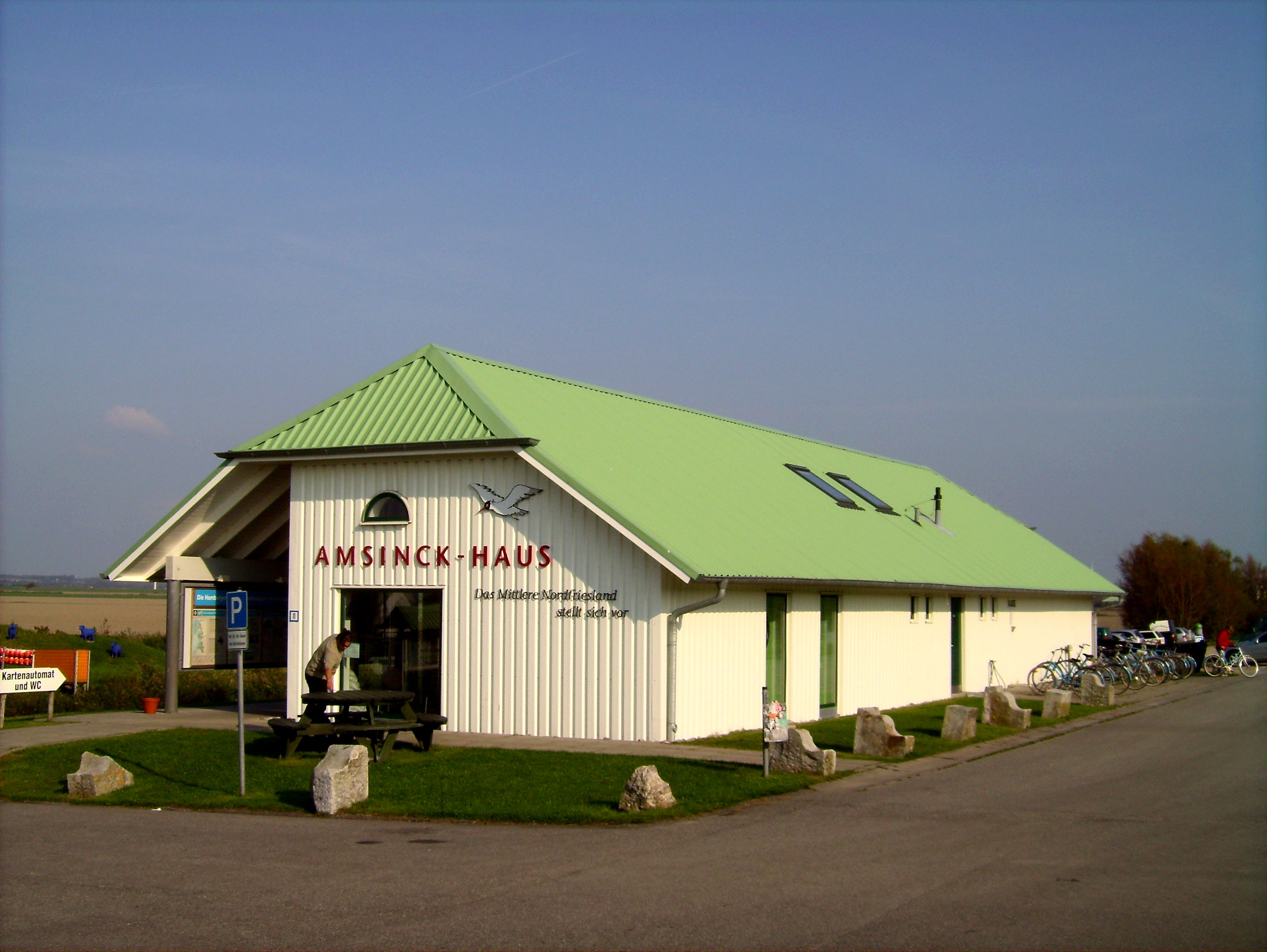
Amsinck-Haus

Direkt an der Deichüberfahrt im Koog befindet sich zudem das Amsinck-Haus, ein Informationszentrum über die Gemeinden des Mittleren Nordfrieslands.

### Gewerbe
Gewerbliche Aktivitäten haben größtenteils auch einen landwirtschaftlichen Bezug. So betreiben die Firmen ATR Landhandel und die HaGe Kiel im Koog Vertriebs- und Lagereinrichtungen. Weitere Gewerbebetriebe im Koog sind u. a. ein Steuerberatungsbüro, ein Projektierungsbüro für Windenergie, sowie eine Tischlerei.
Die erneuerbaren Energien sind ein weiteres Standbein. Begonnen hatte es mit einem Bürgerwindpark in den 1990er Jahren. Auf zahlreichen landwirtschaftlichen Gebäuden sind in den Folgejahren von den Hofinhabern Photovoltaikanlagen zur Diversifizierung der Einkommen errichtet worden. Abschließend kam im Jahr 2009 der Bau einer privat betriebenen Biogasanlage hinzu.

## Trivia
Die Namen von sieben Höfen, die als Entschädigung für den finanziellen Einsatz in das Eigentum der Familie Nissen gingen, erinnern an Bahnstationen im ehemaligen Deutsch-Südwestafrika. Im Einzelnen sind dies:
- Kalkfontein
- Karrasland
- Lüderitzbucht
- Kolmanskuppe
- Elisabethbay
- Keetmanshoop
- Seeheim

Hof Elisabethbay, ein im Jahr 1927 errichtetes Anwesen für die Witwe Sönke Nissens und ihren Sohn, war im August 1939 Schauplatz eines Treffens zwischen Hermann Göring und einer hochrangigen britischen Regierungsdelegation. Bei den Gesprächen, die auf Initiative des schwedischen Industriellen Birger Dahlerus stattfanden, sollte der drohende Zweite Weltkrieg abgewendet werden.
Heute hat die Familie Sönke Nissens kein Eigentum mehr im Sönke-Nissen-Koog.

## Statistische Daten zum Koog
In der nachstehenden Tabelle sind Bevölkerung und Haushalte aus der Volkszählung vom 25. Mai 1987 nachgewiesen. Diese Daten sind seither nur noch auf Gemeindeebene fortgeschrieben worden.
| Wohn- platz- Nr. | Koog              | Ein- deichung | Fläche km² | Volkszählung 1987 | Volkszählung 1987 |
| Wohn- platz- Nr. | Koog              | Ein- deichung | Fläche km² | Bevölkerung       | Haushalte         |
| ---------------- | ----------------- | ------------- | ---------- | ----------------- | ----------------- |
| 5                | Sönke-Nissen-Koog | 1926          | 11,40      | 165               | 55                |